# Município de Richland (condado de Holmes, Ohio)
O município de Richland (em inglês: Richland Township) é um município localizado no condado de Holmes no estado estadounidense de Ohio. No ano de 2010 tinha uma população de 1.284 habitantes e uma densidade populacional de 13,27 pessoas por km².

## Geografia
O município de Richland encontra-se localizado nas coordenadas 40° 29′ 27″ N, 82° 07′ 04″ O. Segundo a Departamento do Censo dos Estados Unidos, o município tem uma superfície total de 96.76 km², da qual 96,52 km² correspondem a terra firme e (0,25 %) 0,24 km² é água.

## Demografia
Segundo o censo de 2010, tinha 1.284 habitantes residindo no município de Richland. A densidade populacional era de 13,27 hab./km². Dos 1.284 habitantes, o município de Richland estava composto pelo 98,91 % brancos, o 0,39 % eram afroamericanos, o 0,08 % eram amerindios, o 0,23 % eram asiáticos, o 0,08 % eram de outras raças e o 0,31 % eram de uma mistura de raças. Do total da população o 0,39 % eram hispanos ou latinos de qualquer raça.